# Fruitdale (Californie)
Pour les articles homonymes, voir Fruitdale.
Fruitdale est une census-designated place du comté de Santa Clara, dans l'État de Californie, aux États-Unis,. En 2020, elle compte une population de 989 habitants.